# Campli
Campli é uma comuna italiana da região dos Abruzos, província de Teramo, com cerca de 7.263 habitantes. Estende-se por uma área de 73 km², tendo uma densidade populacional de 99 hab/km². Faz fronteira com Bellante, Civitella del Tronto, Sant'Omero, Téramo, Torricella Sicura, Valle Castellana.

## Demografia
| Variação demográfica do município entre 1861 e 2011                               |
|                                                                                   |
| Fonte: Istituto Nazionale di Statistica (ISTAT) - Elaboração gráfica da Wikipedia |